# Kaufbeuren
Kaufbeuren je město v Bavorském Švábsku, v kraji Allgäu v morénovém údolí řeky Wertach v nadmořské výšce kolem 680 metrů. Z hlediska správy tvoří město se statutem okresu, je obklopené zemským okresem Ostallgäu.

## Místní části
- Kaufbeuren (staré město)
- Hirschzell
- Kemnat (Kleinkemnat, Großkemnat)
- Neugablonz (Nový Jablonec)
- Oberbeuren

## Dějiny

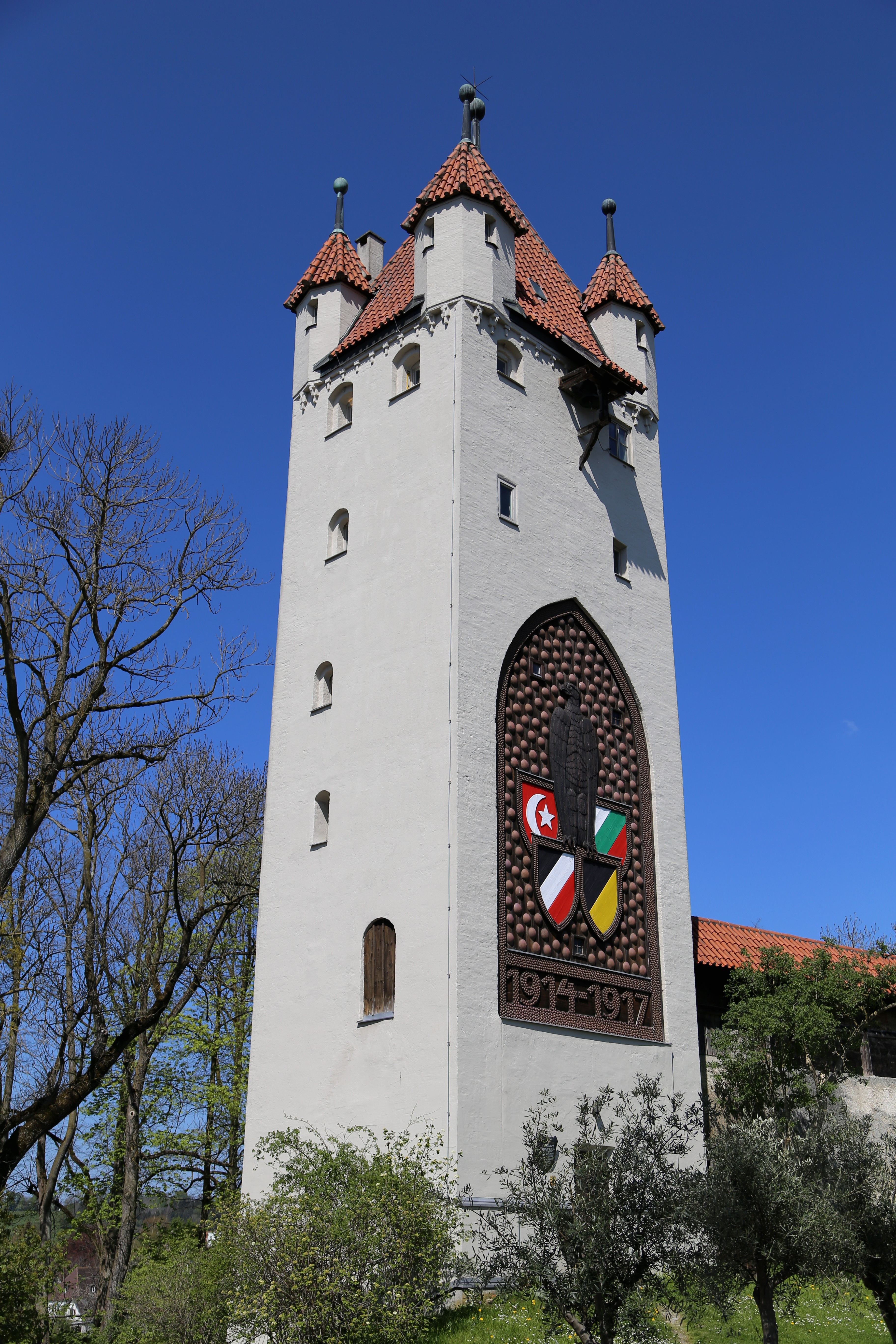
Symbol města: Fünfknopfturm

Nepřetržité osídlení tohoto úrodného území je doloženo archeologickými nálezy od mladší doby kamenné, významnou lokalitu halštatské kultury představuje zdejší pahorek. Jako tržní a hospodářské středisko Kaufbeuren vznikl kolem roku 740 z franckého dvora, který sloužil jako správní centrum oblasti na hranicích Švábska s Bavorskem. V 11. století zde měli sídlo pánové z Beuren, kteří byli leníky Welfů. První zmínka o městě pochází z roku 1126. Na konci 12. století se město dostalo pod moc Štaufů. 3. února 1286 povýšil Rudolf I. Habsburský Kaufbeuren na svobodné říšské město, což vydrželo až do roku 1802, kdy se stalo součástí Bavorska.
Od středověku bylo město významné a bohaté svými řemesly i obchodem, což dosud reprezentují historické a umělecké památky, především městské hradby se čtyřmi věžemi a trojice středověkých kostelů.
Zdejší uměleckořemeslnou tradici představovalo od konce středověku mj. tkalcovství, vyšívačství, hrnčířství, sklářství, stříbrnictví a knoflíkářství, symbolem města je dodnes Věž pěti knoflíků (Fünfknopfturm). Roku 1839 byla založena velká přádelna bavlny s tkalcovnou, jejíž objekty se dochovaly jako industriální památka dosud.
Na počátku druhé světové války byla v zalesněném území na sever od města zřízena muniční továrna firmy Dynamit AG (dříve Alfred Nobel), v níž pracovali váleční zajatci a nuceně nasazení, byla zde pobočka koncentračního tábora Dachau. Ve zdejší psychiatrické léčebně byla v průběhu války provedena eutanazie zhruba 2000 psychicky nemocných osob (tzv. akce T4).
Po válce byla na troskách výše zmíněné továrny zřízena čtvrť Neugablonz založená vysídlenci z Jablonce nad Nisou a Libereckého kraje, kteří sem přinesli své znalosti ze sklářského a bižuterního průmyslu.

## Pamětihodnosti
- Skt. Dominikus-Kirche(Kostel sv. Dominika) - románská, v gotice přestavěná bazilika, uvnitř zbarokovaná
- Skt. Blasius Kirche (Kostel sv. Blažeje)- gotická stavba, její válcová věž byla součástí městské hradby
- Stadtpfarrkirche St. Martin - městský kostel, bazilika sv. Martina, gotická stavba ze 13.-14. století, jeho věž je dominantou města
- Crescentia Gedenkstätte - bývalý klášter františkánek, nyní Památník svaté Krescencie, bavorské řeholnice a mystičky, která zde žila a vedla klášter v 1. polovině 18. století
- Fünfknopfturm (Věž pěti knoflíků), původně součást městských hradeb
- Hexenturm (Věž čarodějnic)

## Muzea
- Stadtmuseum - hlavní instituce s bohatými sbírkami umění a řemesel
- Isergebirgs-Museum Neugablonz - muzeum sklářství a bižuterie, založené severočeskými Němci po vysídlení z let 1945-1946
- Puppentheatermuseum - muzeum loutkových divadel

## Významní rodáci
- Hans Magnus Enzensberger, německý spisovatel
- Rudolf Rössler, německý špion ve službách sovětské GRU

## Partnerská města
- Ferrara, Itálie, 1991
- Szombathely, Maďarsko, 1992
- Jablonec nad Nisou, Česko, 2009